# Prinsesse Margrethe Ø
Prinsesse Margrethe Ø är en ö i Avannaarsua på Grönland. Den hade inga invånare år 2005.